# Nowy cmentarz żydowski w Kołobrzegu
Nowy cmentarz żydowski w Kołobrzegu – został założony na początku XX wieku i znajdował się przy obecnej ul. Koszalińskiej. Uległ zniszczeniu w okresie III Rzeszy.